# مؤسسات المجتمع المنفتح
مؤسسات المجتمع المُنفتح (بالإنجليزية: Open Society Foundations)‏ والتي كانت تُعرف سابقًا باسم معهد المجتمع المنفتح (بالإنجليزية: Open Society Institute)‏، هي شبكة منح مقرها الولايات المتحدة أسسها قطب الأعمال جورج سوروس. تدعم مؤسسات المجتمع المنفتح ماليًا مجموعات المجتمع المدني في جميع أنحاء العالم، بهدف معلن يتمثل في تعزيز العدالة والتعليم والصحة العامة ووسائل الإعلام المستقلة. اسم المجموعة مستوحى من كتاب كارل بوبر الصادر عام 1945 بعنوان "المجتمع المنفتح وأعداؤه" (The Open Society and Its Enemies).
اعتبارًا من عام 2015، كان لمؤسسة المجتمع المنفتح فروع في 37 دولة، تشمل مجموعة من المؤسسات القطرية والإقليمية، مثل مبادرة المجتمع المنفتح لغرب إفريقيا، ومبادرة المجتمع المنفتح لجنوب إفريقيا. يقع المقر الرئيسي للمنظمة في 224 غرب شارع 57 في وسط مانهاتن، مدينة نيويورك. في عام 2018، أعلنت مؤسسة المجتمع المنفتح أنها ستغلق مكتبها الأوروبي في بودابست وتنتقل إلى برلين، ردًا على التشريع الذي أقرته الحكومة المجرية والذي يستهدف أنشطة المؤسسة. اعتبارًا من عام 2021، أبلغت منظمة المجتمع المنفتح عن نفقات تجاوزت 16 مليار دولار أمريكي منذ إنشائها في عام 1993، معظمها في شكل منح للمنظمات غير الحكومية المتوافقة مع مهمة المنظمة.

## تاريخ
في 28 مايو 1984، وقّع جورج سوروس عقدًا بين مؤسسة سوروس/مدينة نيويورك ووالأكاديمية المجرية للعلوم، وهي الوثيقة التأسيسية لمؤسسة سوروس/بودابست. وتبع ذلك إنشاء العديد من المؤسسات في المنطقة لمساعدة البلدان على الابتعاد عن الاشتراكية على النمط السوفييتي في الكتلة الشرقية.
وفي عام 1991، اندمجت المؤسسة مع "مؤسسة المساعدة الفكرية المتبادلة الأوروبية"، وهي مؤسسة تابعة لمؤتمر الحرية الثقافية، أنشئت في عام 1966 لغرس أفكار معادية للاستبداد والرأسمالية في العلماء "غير المطابقين" في أوروبا الشرقية.
في عام 1993، تم إنشاء معهد المجتمع المنفتح في الولايات المتحدة لدعم مؤسسات سوروس في أوروبا الوسطى والشرقية وروسيا.
في أغسطس 2010، بدأت المنظمة في استخدام اسم مؤسسات المجتمع المنفتح (OSF) لتعكس بشكل أفضل دورها كمحسن لمجموعات المجتمع المدني في بلدان حول العالم.
في عام 1995، صرح سوروس أنه يعتقد أنه لا يمكن أن تكون هناك إجابات مطلقة للأسئلة السياسية لأن نفس مبدأ الانعكاسية ينطبق كما هو الحال في الأسواق المالية.
في عام 2012، انضم كريستوفر ستون إلى مؤسسة المجتمع المنفتح باعتباره الرئيس الثاني. وقد حل محل أرييه نير، الذي شغل منصب الرئيس من عام 1993 إلى عام 2012. أعلن ستون في سبتمبر 2017 أنه سيتنحى عن منصبه كرئيس. في يناير 2018، تم تعيين باتريك غاسبار رئيسًا لمؤسسات المجتمع المنفتح. وأعلن في ديسمبر 2020 أنه سيتنحى عن منصبه كرئيس. في يناير 2021، تم تعيين مارك مالوك براون رئيسًا لمؤسسات المجتمع المنفتح. في 11 مارس 2024، أعلنت المؤسسة أن بينايفر نوروجي ستتولى منصب الرئيس الجديد للمجموعة في 1 يونيو 2024.
في عام 2016، وردت تقارير تفيد بأن المؤسسة كانت هدفًا لخرق للأمن السيبراني. نشر موقع إلكتروني وثائق ومعلومات يقال إنها تابعة للمؤسسة. وُصف خرق الأمن السيبراني بأنه يشترك في أوجه التشابه مع الهجمات الإلكترونية المرتبطة بروسيا والتي استهدفت مؤسسات أخرى، مثل اللجنة الوطنية الديمقراطية.
في عام 2017، قام سوروس بتحويل 18 مليار دولار إلى المؤسسة.
في عام 2020، أعلن سوروس أنه كان ينشئ شبكة جامعة المجتمع المنفتح (OSUN)، ومنح الشبكة مبلغًا قدره مليار دولار.
في عام 2023، سلم جورج سوروس قيادة المؤسسة إلى ابنه ألكسندر سوروس، الذي سرعان ما أعلن عن تسريح 40 في المائة من الموظفين و"تغييرات كبيرة" في نموذج التشغيل.

## الأنشطة

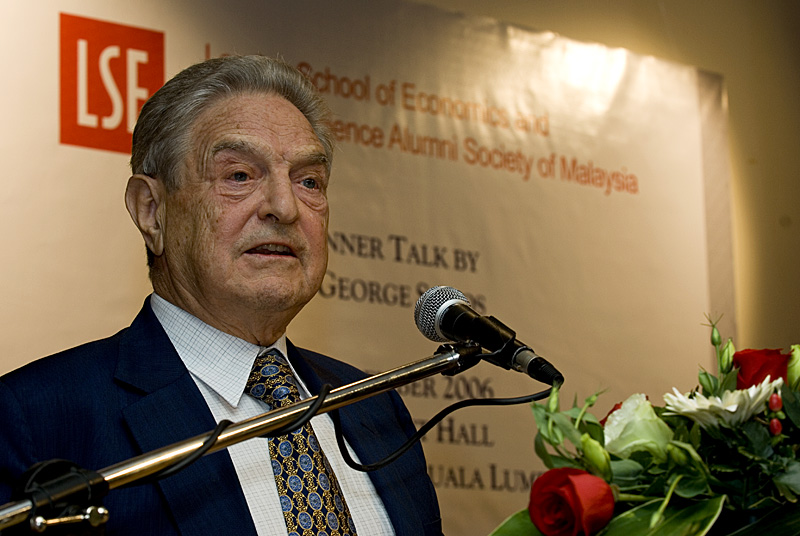
جورج سوروس في محاضرة في ماليزيا

تم إطلاق برنامج زملاء الزيارة لمؤسسة سوروس بمكتبة الكونغرس في عام 1990.
بلغت ميزانيتها 873 مليون دولار في عام 2013، وهي ثاني أكبر ميزانية للأعمال الخيرية الخاصة في الولايات المتحدة، بعد ميزانية مؤسسة بيل وميليندا غيتس البالغة 3.9 مليار دولار. اعتبارًا من عام 2020، ارتفعت ميزانيتها إلى 1.2 مليار دولار.
في أغسطس 2013، رعت المؤسسة جزئيًا حدثًا ثقافيًا أرومانيًا في مالوفيشتي،مقدونيا الشمالية.
وأفادت المؤسسة بأنها منحت ما لا يقل عن 33 مليون دولار لمنظمات الحقوق المدنية والعدالة الاجتماعية في الولايات المتحدة. وشمل هذا التمويل مجموعات مثل منظمة النضال الأسود ومنظمة ميسوري للإصلاح والتمكين التي دعمت الاحتجاجات في أعقاب مقتل تريفون مارتن، ووفاة إريك غارنر، وإطلاق النار على تامير رايس، وإطلاق النار على مايكل براون. وفقًا لـ(OpenSecrets)، تنفق مؤسسة المجتمع المنفتح معظم مواردها على القضايا الديمقراطية في جميع أنحاء العالم، كما ساهمت أيضًا في مجموعات مثل مؤسسة Tides.
كانت المؤسسة داعمًا ماليًا رئيسيًا لإصلاح الهجرة في الولايات المتحدة، بما في ذلك إنشاء طريق للحصول على الجنسية للمهاجرين غير المسجلين.
تضمنت مشاريع المؤسسة حملة الأمن القومي وحقوق الإنسان ومركز ليندسميث، الذي أجرى أبحاثًا حول إصلاح المخدرات.
أصبحت منظمة المجتمع المنفتح شريكة للمعهد الديمقراطي الوطني، وهي منظمة خيرية أقامت شراكة مع مجموعات مؤيدة للديمقراطية مثل مشروع (Gov2U) الذي تديره شركة (Scytl).
في 23 يناير 2020، أعلنت مؤسسة المجتمع المنفتح عن مساهمة قدرها مليار دولار من جورج سوروس لشبكة جامعة المجتمع المنفتح الجديدة (OSUN)، والتي تدعم أعضاء هيئة التدريس في الجامعات الغربية في تقديم الدورات والبرامج والأبحاث الجامعية لخدمة فئات الطلاب المهملة في جميع أنحاء العالم في المؤسسات التي تحتاج إلى شركاء دوليين. كانت المؤسسات المؤسسة هي كلية بارد والجامعة الأوروبية المركزية.
في أبريل 2022، أعلنت منظمة المجتمع المنفتح عن منحة قدرها 20 مليون دولار لمجموعة الأزمات الدولية لدعم الجهود الرامية إلى تحليل القضايا العالمية التي تغذي العنف والظلم المناخي والتفاوت الاقتصادي وتقديم توصيات لمعالجتها.
قدمت المؤسسة منحًا إلى الصوت اليهودي من أجل السلام.

## انتقادات
في عام 2007، كتب نيكولاس جيليهوت (باحث مشارك كبير في المركز الوطني الفرنسي للبحث العلمي) في مجلة علم الاجتماع النقدي أن مؤسسات المجتمع المنفتح محافظة وظيفيا في دعم المؤسسات التي تعزز النظام الاجتماعي القائم، كما فعلت مؤسسة فورد ومؤسسة روكفيلر من قبلهما. يزعم جيلهوت أن السيطرة على العلوم الاجتماعية من قبل المصالح المالية، وليس من قبل المسؤولين العموميين، عززت وجهة النظر الليبرالية الجديدة للتحديث.
رفضت السلطات الأوغندية الجهود التي بذلتها منظمة المجتمع المنفتح في عام 2008 في منطقة البحيرات العظمى الإفريقية بهدف نشر الوعي بحقوق الإنسان بين البغايا في أوغندا ودول أخرى في المنطقة، واعتبرتها محاولة لتقنين وإضفاء الشرعية على البغاء.
تعرضت مؤسسة المجتمع المنفتح لانتقادات في المنشورات المؤيدة لإسرائيل مثل Tablet وعروتس شيفع و Jewish Press بسبب تمويلها لمنظمتي عدالة وحنين زعبي، والتي تتهمها بأنها معادية لإسرائيل وتدعم حركة المقاطعة وسحب الاستثمارات وفرض العقوبات. من بين الوثائق التي نشرتها DCleaks في عام 2016، جاء في تقرير صادر عن مؤسسة المجتمع المنفتح: "لأسباب متنوعة، أردنا إنشاء محفظة متنوعة من المنح التي تتعامل مع إسرائيل وفلسطين، وتمويل كل من المجموعات اليهودية الإسرائيلية ومواطني إسرائيل الفلسطينيين بالإضافة إلى بناء محفظة من المنح الفلسطينية وفي جميع الحالات الحفاظ على مستوى منخفض ومسافة نسبية - خاصة على جبهة المناصرة".
في عام 2013، أفادت منظمة مراقبة المنظمات غير الحكومية الإسرائيلية أن "سوروس كان منتقدًا متكررًا لسياسة الحكومة الإسرائيلية، ولا يعتبر نفسه صهيونيًا، ولكن لا يوجد دليل على أنه أو عائلته يحملون أي عداء خاص أو معارضة لوجود دولة إسرائيل. سيُظهر هذا التقرير أن دعمهم، ودعم مؤسسات المجتمع المنفتح، ذهب مع ذلك إلى منظمات ذات أجندات كهذه". يقول التقرير إن هدفه هو إعلام مؤسسة المجتمع المنفتح، مدعيًا: "تثبت الأدلة أن تمويل المجتمع المنفتح يساهم بشكل كبير في الحملات المناهضة لإسرائيل في ثلاثة جوانب مهمة:
1. نشط في استراتيجية ديربان؛
2. تمويل يهدف إلى إضعاف دعم الولايات المتحدة لإسرائيل من خلال تغيير الرأي العام فيما يتعلق بالصراع الإسرائيلي الفلسطيني وإيران؛
3. تمويل جماعات المعارضة السياسية الإسرائيلية على هامش المجتمع الإسرائيلي، والتي تستخدم خطاب حقوق الإنسان للدفاع عن أهداف سياسية هامشية. "

ويخلص التقرير إلى القول: "ومع ذلك، فإن مدى إدراك سوروس وعائلته ومؤسسات المجتمع المنفتح للتأثير التراكمي على إسرائيل والحرب السياسية التي يشنها العديد من المستفيدين منها يظل سؤالاً مفتوحاً".
في نوفمبر 2015، حظرت روسيا المجموعة على أراضيها، وأعلنت "أنه تبين أن نشاط مؤسسات المجتمع المنفتح ومؤسسة مساعدة معهد المجتمع المنفتح يمثل تهديدًا لأسس النظام الدستوري للاتحاد الروسي وأمن الدولة".
في عام 2017، تعرضت مؤسسات المجتمع المنفتح ومنظمات غير حكومية أخرى تعمل من أجل الحكومة المنفتحة ومساعدة اللاجئين للاستهداف من قبل الحكومات الاستبدادية والشعبوية التي شجعتها إدارة ترامب الأولى. ويرى العديد من الساسة ذوي الميول اليمينية في أوروبا الشرقية أن العديد من مجموعات المنظمات غير الحكومية تشكل مصدر إزعاج إن لم تكن تهديداً، بما في ذلك ليفيو دراجنيا في رومانيا، وسيلارد نيميث في المجر، ونيكولا غرويفسكي في مقدونيا الشمالية (الذي دعا إلى "نزع هوية سوروس")، وياروسلاف كاتشينسكي من بولندا (الذي قال إن المجموعات الممولة من سوروس تريد "مجتمعات بلا هوية"). وقالت بعض جماعات المناصرة الممولة من سوروس في المنطقة إن المضايقات والترهيب أصبحت أكثر علانية بعد انتخاب دونالد ترامب في الولايات المتحدة عام 2016. وزعمت ستيفانيا كابرونكزاي من اتحاد الحريات المدنية المجري، الذي حصل على نصف تمويله من مؤسسات يدعمها سوروس، أن المسؤولين المجريين كانوا "'يختبرون الأجواء" في محاولة لمعرفة "ما الذي يمكنهم الإفلات به".
في عام 2017، أمرت حكومة باكستان مؤسسات المجتمع المنفتح بوقف عملياتها في البلاد.
في مايو 2018، أعلنت مؤسسة المجتمع المنفتح أنها ستنقل مكتبها من بودابست إلى برلين، وسط تدخل الحكومة المجرية.
في نوفمبر 2018، أعلنت مؤسسات المجتمع المنفتح أنها ستوقف عملياتها في تركيا وتغلق مكاتبها في إسطنبول وأنقرة بسبب "اتهامات كاذبة وتكهنات لا يمكن قياسها"، وسط ضغوط من الحكومة التركية بما في ذلك اعتقال المثقفين والأكاديميين الأتراك الليبراليين حتى المرتبطين بشكل غير مباشر بالمؤسسة.

## للاستزادة
- Carothers، Thomas (1999)، Aiding Democracy Abroad: The Learning Curve، Washington, DC: Carnegie Endowment for International Peace، ISBN:9780870033414.
- Krizsán، Andrea؛ Zentai، Viola، المحررون (2003). Reshaping Globalization: Multilateral Dialogues and New Policy Initiatives. Budapest: Central European University Press. ISBN:9789639241633..
- Miniter، Richard (9 سبتمبر 2011)، "Should George Soros be allowed to buy US foreign policy?"، Forbes، مؤرشف من الأصل في 2024-06-22، Soros, through foundations and his Open Society Institutes, pours some $500 million per year into organizations in the former Soviet world... And Soros gets results. Through strategic donations, Soros helped bring down the communist government in Poland, toppled Serbia's bloodstained strongman Slobodan Milosevic, and fueled the "Rose Revolution" in Georgia. Soros has also funded opposition parties in Azerbaijan, Belarus, Croatia, Georgia, and Macedonia, helping them into either power or prominence. All of these countries were once Russian allies..
- Palley، Thomas (2003)، "The Open Institute and Global Social Policy"، Global Social Policy، ج. 3، ص. 17–18، DOI:10.1177/1468018103003001312، S2CID:154664053.
- Peizer، Jonathan (2005)، "The Internet Program: Web Surfing a Revolution"، The Dynamics of Technology for Social Change، Ingram Book Group، ص. 1–26.
- Roelofs، Joan (2003)، Foundations and Public Policy: The Mask of Pluralism، Albany: SUNY.
- Stone، Diane (2010)، Transnational Philanthropy or Policy Transfer? The Transnational Norms of the Open Society Institute, Policy and Politics، ج. 38، ص. 269–87.
- Stone، Diane (يوليو 2007). "Market Principles, Philanthropic Ideals and Public Service Values: The Public Policy Program at the Central European University". PS: Political Science and Politics: 545–51. DOI:10.1017/S1049096507070795. S2CID:53387414. مؤرشف من الأصل في 2019-02-15.
- Stone, Diana (2013) Knowledge Actors and Transnational Governance: The Private-Public Policy Nexus in the Global Agora. Palgrave Macmillan

## روابط خارجية
- الموقع الرسمي لمؤسسة المجتمع المفتوح (بالإنجليزية)
- أرشيفات المجتمع المفتوح في بلينكين (بالإنجليزية)